# Сафурдан
Сафурдан (порт. Safurdão) — район (фрегезия) в Португалии, входит в округ Гуарда. Является составной частью муниципалитета Пиньел. По старому административному делению входил в провинцию Бейра-Алта. Входит в экономико-статистический субрегион Бейра-Интериор-Норте, который входит в Центральный регион. Население составляет 154 человека на 2001 год. Занимает площадь 9,72 км².
Покровителем района считается Антоний Великий (порт. Santo Antão). 